# Relaciones Guatemala-Ucrania
Las relaciones Guatemala-Ucrania son las relaciones internacionales entre Ucrania y Guatemala.

## Misiones diplomáticas
Guatemala y Ucrania establecieron relaciones diplomáticas el 12 de enero de 1993. La embajada de Guatemala en Alemania es concurrente para Ucrania, mientras que la embajada de Ucrania en México es concurrente para Guatemala.
En octubre de 2020, el presidente de Ucrania Volodímir Zelenski nombró a Oksana Dramarétska como embajadora residente en México, y concurrente para Guatemala, Costa Rica, Panamá, y Belice.

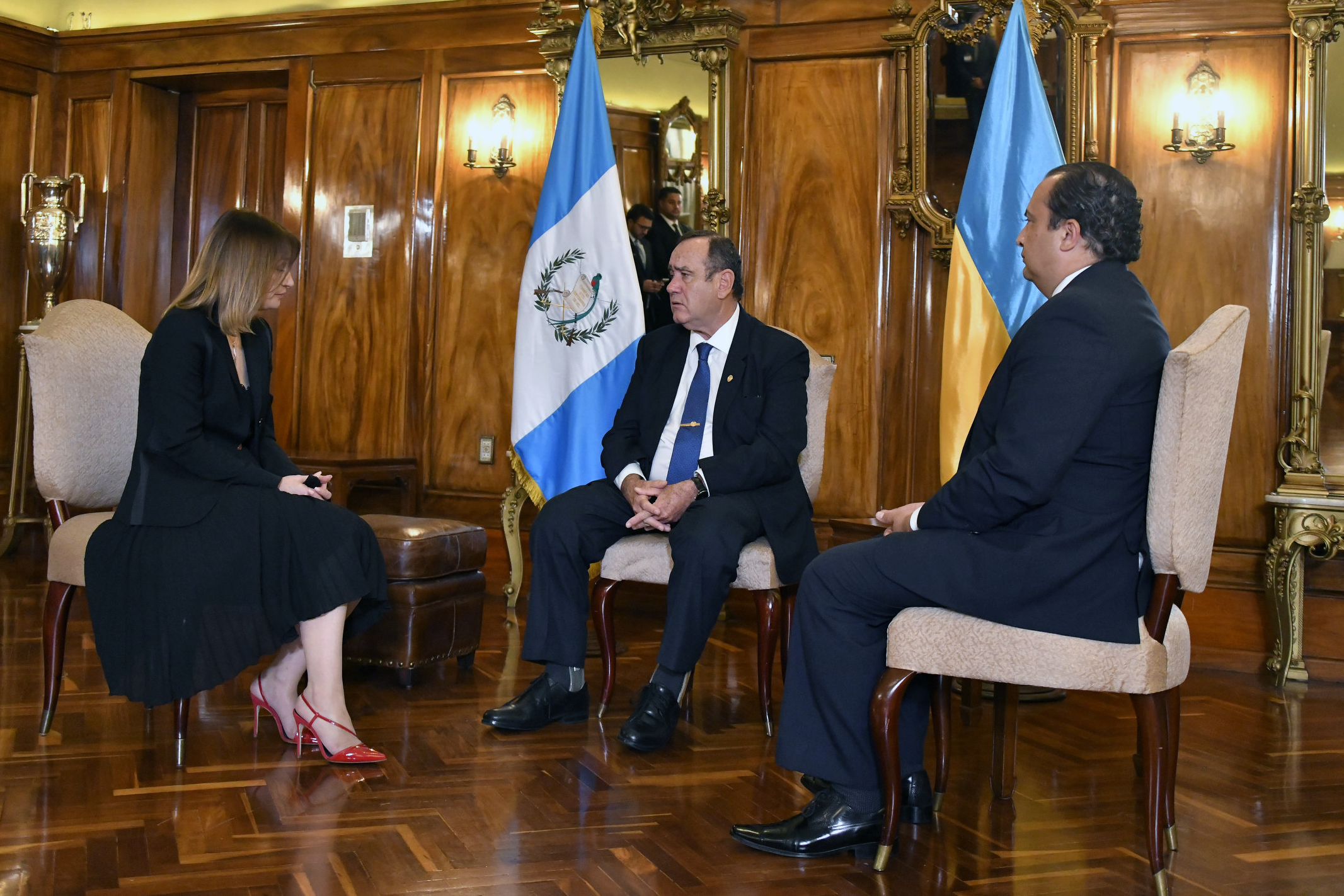
Oksana Dramaretska presenta sus cartas credenciales al presidente de Guatemala, Alejandro Giammattei, mayo de 2022.

El 2 de febrero de 2022, el ministro de Relaciones Exteriores de Guatemala, Mario Búcaro Flores realizó una llamada a su homólogo ucraniano, Dmytro Kuleba; ambos diplomáticos se comprometieron a ampliar las relaciones diplomáticas entre ambos países, a la vez, Búcaro extendió una invitación a Kuleba para visitar Guatemala; mientras que Kuleba también realizó la invitación a Búcaro para que visite Ucrania.
Días después, el presidente de Rusia, Vladímir Putin reconoció a la República Popular de Donetsk y la República Popular de Lugansk como estados independientes; el gobierno de Guatemala expresó su rechazo por la decisión del gobierno de Rusia, y retiró al embajador de Guatemala en Rusia en forma de protesta.
Tras la invasión rusa de Ucrania de 2022, Guatemala condenó las acciones del gobierno ruso, expresó su apoyo a Ucrania y votó a favor de la resolución ES-11/1 de la Asamblea General de las Naciones Unidas.
El 3 de marzo de 2022, la embajadora Dramarétska presentó sus cartas credenciales de manera virtual al canciller Mario Búcaro.

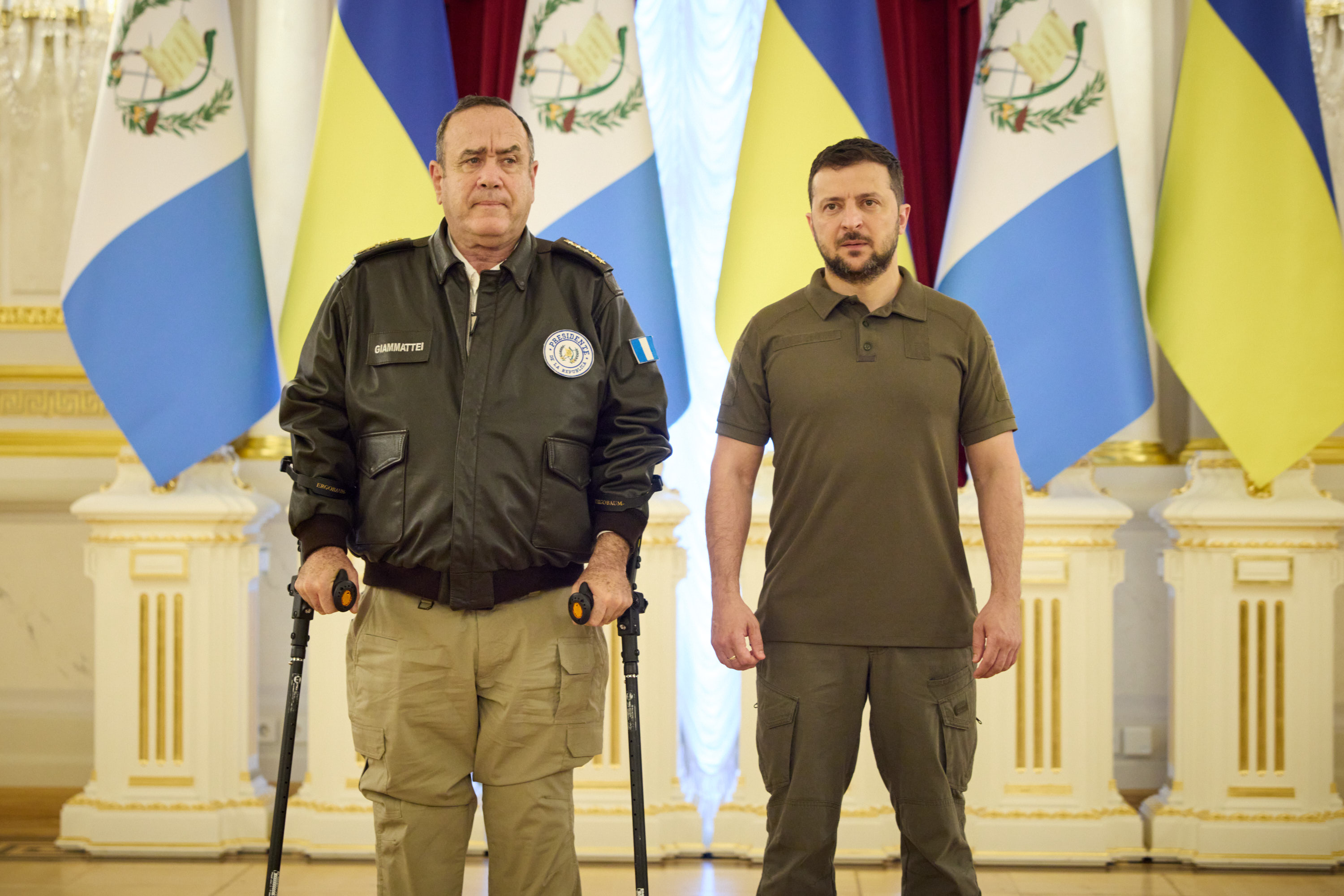
El presidente de Ucrania junto a su homólogo guatemalteco en el Palacio Mariyinski.

El 12 de marzo de 2022, Guatemala recibió a las primeras familias ucranianas que escaparon de la invasión. El gobierno de Guatemala anunció que recibirá a refugiados ucranianos.
En marzo de 2022, un grupo de diputados de la oposición –Andrea Villagrán, Evelyn Morataya, Sonia Gutiérrez, Édgar Batres, Ligia Hernández, Bernardo Arévalo y Walter Félix– presentaron una propuesta legislativa que buscaba instar al presidente Alejandro Giammattei a tomar medidas en contra de Rusia por su invasión a Ucrania. La propuesta incluía la cancelación de la licencia de explotación minera de la empresa Compañía Guatemalteca de Níquel, S. A. (Pronico), la cual es propiedad de la compañía rusa Solway Investment Group. Además, se solicitó la cancelación del contrato de adquisición de las vacunas Sputnik V con el gobierno ruso. Ese mismo día, el presidente Alejandro Giammattei anunció que su gobierno estudiaba la posibilidad de "suspender" el contrato de las vacunas Sputnik V firmado entre Guatemala y Rusia. Un día después, el 17 de marzo; el presidente Zelenski agradeció a Guatemala por su apoyo a Ucrania, por medio de su cuenta de Twitter.
En mayo de 2022, la embajadora Oksana Dramarétska presentó oficialmente sus cartas credenciales al presidente Alejandro Giammattei y al canciller Mario Búcaro; posteriormente la embajadora dio un discurso en el Congreso de la República.
El 13 de junio de 2022, se informó que el presidente Volodímir Zelenski y Giammattei mantuvieron una llamada telefónica, siendo el primer contacto entre los jefes de Estado de Ucrania y Guatemala. Zelenski agradeció el apoyo diplomático de Guatemala en el marco de la invasión rusa a Ucrania, además, extendió una invitación para que Giammattei visite Ucrania. Se habló de la eliminación de visado entre ambos estados, como muestra de buena fe; así como el apoyo de Guatemala para la constitución de un tribunal especial internacional para juzgar posibles crímenes de guerra y la formación de una fuerza de trabajo para la reconstrucción del país. El presidente Giammattei anunció que el ejército ruso bombardeó el consulado honorario de Guatemala en Ucrania, que como consecuencia, resultó en la muerte de algunos familiares del cónsul guatemalteco.
El 25 de julio de 2022, el presidente Alejandro Giammattei realizó una visita a Ucrania, acompañado del ministro de Relaciones Exteriores Mario Búcaro Flores y el ministro de Defensa Nacional Henry Reyes Chigua, siendo la primera visita oficial de un mandatario latinoamericano a Ucrania en 12 años, la primera visita de un jefe de Estado guatemalteco a Ucrania y la primera reunión entre los jefes de Estado de Guatemala y Ucrania. Giammattei recorrió las ciudades de Bucha e Irpin, posteriormente fue recibido por el presidente ucraniano Volodímir Zelenski en el Palacio Mariyinski. El ministro de Relaciones Exteriores Mario Búcaro y el ministro de Defensa Henry Reyes también mantuvieron una reunión con sus homólogos ucranianos, Dmytró Kuleba y Oleksii Réznikov respectivamente. El presidente Giammattei también fue recibido por el primer ministro de Ucrania Denys Shmyhal.
Giammattei y Zelenski firmaron un acuerdo para la abolición mutua del visado, también expresaron su interés en ampliar la cooperación entre ambos países en agricultura, educación, ciencia, cultura, tecnología, turismo, el intercambio de estudiantes y pasantes y la implementación de proyectos científicos conjuntos, así como establecer relaciones laborales y ampliar las relaciones políticas y económicas. Giammattei indicó que Guatemala está interesada en importar productos agrícolas ucranianos y anunció que enviarán ayuda humanitaria a Ucrania. Guatemala también participó de manera virtual en la Plataforma de Crimea de 2022.

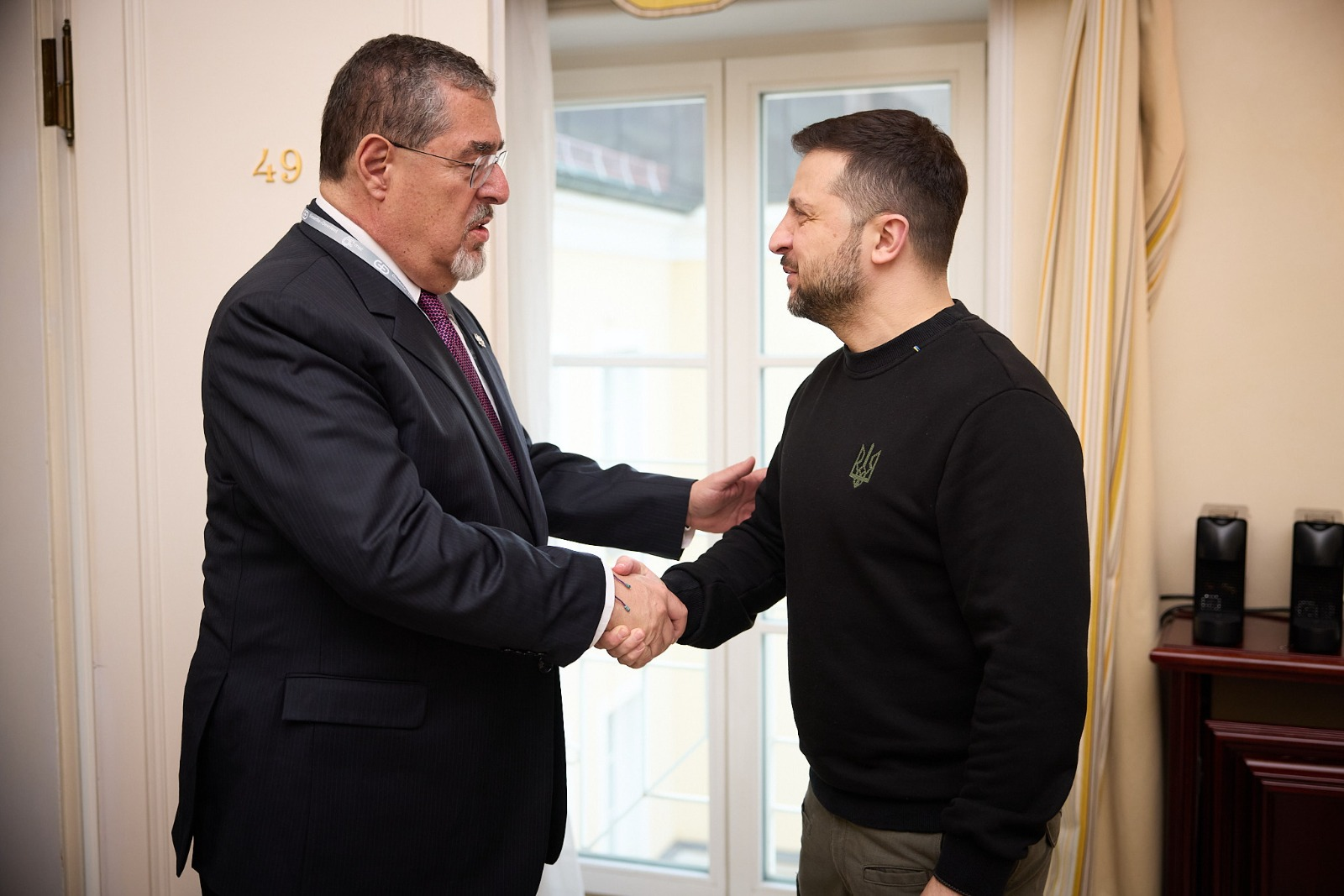
El presidente guatemalteco Arévalo saluda al presidente ucraniano Zelenski en Múnich, febrero de 2024.

Previo a la visita de Giammattei, el embajador de Guatemala en Alemania y concurrente para Ucrania Jorge Alfredo Lemcke Arévalo presentó sus cartas credenciales al presidente Zelenski. El gobierno guatemalteco exhortó a Zelenski para que visite Guatemala cuando concluya la guerra.
El 10 de mayo de 2023, el ministro de Relaciones Exteriores de Ucrania Dmytró Kuleba llegó a Ciudad de Guatemala para participar en la IX Cumbre de Asociación de Estados del Caribe de Antigua Guatemala en calidad de estado observador. Es la primera visita de un funcionario de alto rango de Ucrania a Guatemala.
El 17 de febrero de 2024, en el marco de la 60.ª Conferencia de Seguridad de Múnich, el presidente guatemalteco Bernardo Arévalo se reunió con el presidente Zelenski, donde este último agradeció el apoyo de Guatemala e invitó a Arévalo a participar en la primera Cumbre Global de Paz a nivel de jefes de Estado que se realizó en Suiza, al que finalmente Arévalo no pudo asistir por problemas internos, pero envió al ministro de Relaciones Exteriores Carlos Ramiro Martínez. En abril del mismo año, el Alto Representante de Política Exterior de la Unión Europea anunció que Ucrania se sumó a las sanciones contra cuatro funcionarios del Ministerio Público de Guatemala (incluida la fiscal general María Consuelo Porras) y un juez por su controvertido rol durante las elecciones generales de 2023.
En septiembre del mismo año, la primera dama Lucrecia Peinado llegó a Ucrania para participar en la 4.ª Cumbre de Primeras Damas y Caballeros, luego se reunió con su homóloga ucraniana Olena Zelenska. Fue el primer viaje oficial en solitario de Peinado como primera dama.

## Visitas de Estado

### Guatemala
- Presidente Alejandro Giammattei (2022)[15]
  - Ministro de Relaciones Exteriores Mario Búcaro
  - Ministro de Defensa Nacional Henry Reyes
- Primera dama Lucrecia Peinado (2024)

### Ucrania
- Ministro de Relaciones Exteriores Dmytró Kuleba (2023)[16]